# 긴테쓰 오사카선
오사카선(일본어: 大阪線)은 일본 오사카부 오사카시 덴노지구의 오사카우에혼마치 역부터 미에현 마쓰사카시의 이세나카가와 역을 잇는 총 연장 108.9km의 긴키 닛폰 철도 관할 노선이다. 일반적으로는 긴테쓰 오사카선이라고도 불린다.

## 개요
오사카(오사카우에혼마치 역 및 난바 선 오사카난바 역)와 나고야 · 이세시마를 묶는 특급 열차의 루트이며, 또, 미에현 · 나라현· 오사카부 아래에서 오사카 중심부로 향하는 통근 · 통학노선이기도 하다. 영업 거리 108.9km로, JR · 제3섹터 회슬을 제외한 일본의 사철의 노선에서는 도부 철도 이세사키 선으로부터 잇는 길이되고 있다.
아오야마 쵸역 이서 지역에서는 스루토 KANSAI 대응 카드 및 제이슬 카드를 사용할 수 있지만, 이가코즈 역 이동에서는 사용할 수 없다. 2007년 4월 1일에 전선으로 PiTaPa 및 ICOCA의 이용이 가능해졌다. 또한 자동 개찰기가 설치되어 있지 않은 이가코즈역 - 가와이타카오카역간의 각 역에는, 전용의 간이 개찰기를 설치해 대응하고 있다.

## 노선 정보
- 노선 거리 (영업 킬로): 108.9 km
- 궤간: 1,435mm
- 역수: 48개 역 (기점 · 종점 포함)
- 복선구간 :
  - 이중 복선화: 오사카우에혼마치 역 - 후세 역 구간 (나라 선 열차 와의 방향 별 복선화)
  - 복선화: 후세 역 - 이세나카가와 역
- 전화구간: 전선 전화 (직류 1500V)
  - 오사카우에혼마치 역 - 후세 역 구간이 이중 복선화는 나라 선과 마주치며 직류 600V의 전화구간이다.
- 폐색방식: 자동폐색식
- 최고속도: 130 km/h(일부 특급열차), 120 km/h(특급 열차), 110 km/h(보통열차)

## 오사카선 연선 구간 풍경
야마토야기 역 이서는 오사카 · 나라의 부 · 현경계가 있는 것의 비교적 평탄한 구간에서, 사쿠라이 역으로부터 이세나카가와 역까지는 산을 넘는 구간이 되지만, 개업 당초부터 전화되고 있어 또 곡선 반경 600m 이하의 커브가 생기지 않도록, 가능한 한 커브를 줄이도록 설계되고 있다(그 외의 구간에는 최소 반경 400m의 커브가 존재).이 때문에 33.3‰의 급구배도 다수 존재해, 강력 모터의 전철이 고속으로 산을 넘음으로 하는 다이나믹한 주행을 볼 수 있다.

### 오사카우에혼마치 역 - 가와치코쿠부 역
7면 6선을 가지는 터미널 역인 오사카우에혼마치 역을 발차하고 나서 곧, 지하로부터 고가로 오르는 나라 선의 선로가 병행해(선로 호적상, 긴테쓰 나라 선의 기점은 후세 역이지만, 운전 계통에 맞추어 여기서는 나라 선이라고 적는다. 자세한 것은 긴테쓰 나라 선의 항목을 참조). JR 서일본 오사카 환상선아래를 통과하여 쓰루하시역에 도달한다. 서일본 여객철도와 긴키 닛폰 철도의 주요 간선의 접속역답게, 종일 많은 손님으로 혼잡한 모습을 볼 수 있다. 쓰루하시 역에서 앞은 당분간 방향별 복복선의 선로가 되어, 오사카 선과 나라 선이 각각 다른 선로를 달린다. 이마자토 역을 나와 잠시 후에 히가시오사카시에 들어가, 나라 선의 선로가 한층 더 위에 올라, 후세 역이 된다. 여기에서 나라 선과 나뉘어 선로는 오른쪽으로 커브한다. 다음의 슌토쿠미치 역의 고가 아래에는 2008년 3월 15일에 개업한 JR 서일본 오사카히가시 선의 JR 슌토쿠미치 역이 있다. 슌토쿠미치 역을 나와 당분간 진행되면 선로는 지상이 되어 종일 긴키 대학의 학생등으로 활기찬 나가세 역에 도착한다. 거기에서 앞은 좁은 주택가로 나아가, 2면 4선의 미토역에 이른다. 미토 역을 지나면 다시 고가에 올라, 이중 고가의 긴키 자동차도와 지상의 오사카 부도 제2호선 오사카 중앙 순환선에 도달하는 앞에서 야오시에 들어가, 규호지구치 역이 된다. 그대로 고가를 진행해 긴테쓰 야오 역에 이른다. 긴테쓰 야오 역으로부터 당분간 진행되면 선로는 다시 지상이 되어, 가와치야마모토 역에 도착한다. 이 역에서는 시기 선이 나뉘고 있어 오사카 등에서 시기 산 조고손시지에의 참배의 다리가 되고 있다. 여기를 지나면 선로는 오른쪽에 크게 커브해, 다카야스 역에 이른다. 여기에는 다카야스 차량 검사구 · 다카야스 검수센터가 있어, 긴테쓰의 여러 가지 차량을 볼 수 있다. 그 후 고가에 올라 국도 제170호선(오사카 외곽 순환선)을 넘어 온지 역, 거기를 나오자마자 선로는 지상이 된다. 동쪽 방향에 이코마 산계의 산맥을 바라보면서 선로는 남쪽에 늘어나 가시와라시의 주택가에 들어가 호젠지 역, 가타시모 역으로 나아간다. 안도 역의 근처로부터 JR 서일본 간사이 본선(야마토지 선)과 국도 제25호선이 나란히 달려, 이윽고 오사카 선은 이 2개의 선을 입체 교차로에서 넘고 야마토강을 건너, 가와치코쿠부 역에 도착한다.

### 가와치코쿠부 역 - 야마토야기 역
가와치코쿠부 역을 지난 근처에서 선로는 완만하게 왼쪽으로 커브해, 경치도 점차 산이 앞으로 오게 된다. 니시메이한 자동차도 아래를 지나면 오사카교육대 앞 역. 이 역을 지나자마자의 아라타마테야마 터널을 통과해 당분간 진행된 곳에 현 경계가 있어, 오사카부에서 나라현으로 들어간다.
세키야 역 · 니조 역을 지나고 나라 분지에 발을 디디면, 남쪽으로 쌍봉낙타 장의 능선을 가지는, 후타가미 산이 보인다. 선로는 서서히 가시바시의 중심부로 나아가, 가시바 시청에서 제일 가까운 역, 긴테쓰 시모다 역에 이른다. 여기를 지나면, JR 서일본 와카야마 선을 넘어 고이도 검수차고 · 다카야스 차량 검사구 · 고이도 차고가 오른쪽에 나타나면 고이도 역이다. 주택가를 빠져 나가 야마토타카다시에 들어가, 쓰키야마 역 · 야마토타카다 역에 이른다. 당분간 진행하면 넓은 전원 지대에 들어가, 마쓰즈카 역을 지나고, 소가 강을 건너면 선로는 가시하라시에 들어간다. 이 근처에서 오른손에 민방산(야마토 삼산)이 보여 온다. 가시하라시의 주택가에 들어가면 마스가 역. 거기에서 선로는 당분간 주택가 안쪽을 나아가, 가시하라 선으로부터의 경이특급용의 연락선이 합류하고, 고가에 올라 야마토야기 역에 도착한다. 이 역에는 오사카 뿐만이 아니라, 교토 방면으로부터도 일부의 특급이 운전되고 있어 특급끼리의 동일 플랫폼 연락이나 특급 차량의 증해결을 때때로 볼 수 있다.

### 야마토야기 역 - 나바리 역
야마토야기 역을 나와 가시하라 시의 시가지를 빠지면, 왼쪽에는 야마토 삼산인 미미나시 산, 오른쪽에 아마노카구 산이 보인다. 특히 미미나시산은 선로의 곧 근처에 우뚝 솟아 있어 주변에 눈에 띈 언덕이 없기 때문에 매우 아름답게 보인다. 미미나시 역을 지나면 선로는 사쿠라이시에 들어가, 다이후쿠 역을 통과하면 왼쪽에는 미와 산이 보여 온다. 이윽고 오른쪽에 JR 서일본 사쿠라이 선(만요마호로바 선)이 보여 오면, 오사카 선의 선로는 고가에 올라 사쿠라이 역에 도착한다. 사쿠라이 역을 나오면 JR 사쿠라이 선(만요마호로바 선)이 왼쪽으로 나뉘어서, 국도 제165호선을 넘으면, 2면 4선의 야마토아사쿠라 역. 이 부근에서 선로는 야마토강의 골짜기의 산의 표면을 따라서 최고 33.3‰의 상구배가 연속하고 있다. 선로는 이윽고 단추와 단풍의 명소인 하세데라 역을 지난다. 하세데라 역을 지나면, 무로 · 아카메의 산들이 앞으로 들어 온다. 터널을 빠져 나가, 3면 5선을 가지는 우다시의 중심역, 하이바라 역에 이른다. 하이바라 역을 나오면 드디어 산간부에 들어가, 역간 거리도 길어진다. 국도 165호와 나란히 하면서 무로구치오노 역 · 산본마쓰 역을 지나, 우다 강을 건너면 이윽고 나라현에서 미에현에 들어간다. 선로는 아카메 48경의 제일 가까운 역, 아카메구치 역에 이르러, 산간으로부터 나바리 분지로 옮겨 간다. 나바리 강을 건너면 차량 기지를 지은 나바리 역에 도달. 역의 매점에는 간사이에서 팔리고 있는 상품 뿐만이 아니라, 주니치 신문 · 주니치 스포츠 등 도카이 지방 · 주부 지방에서 잘 볼 수 있는 상품이 줄서게 되어, 간사이(긴키) 지방과 주부 지방의 경계적인 모습을 보인다. 이용객도 이 역에서는 오사카 방면은 아니고 쓰 · 나고야 방면을 향하는 통근, 통학객이 나타난다.

### 나바리 역 - 이세나카가와 역
나바리 역을 나오고, 기쿄가오카 역에 이른다. 이 역을 지나면 선로는 주택가를 나와 전원 지대를 달린다. 미하타 역을 지나 이가시에 들어가면 이가칸베 역에 도착한다. 이 역으로부터 이가 철도 이가 선이 북쪽으로 나뉘어 있어 이가시의 중심부, 우에노시 역에는 여기서 환승이 된다. 오사카선의 선로는 기즈강을 건너, 한층 더 산간부로 나아가 아오야마초 역에 나온다. 이 아오야마초 역에서 앞, 이카코즈 역 · 니시아오야마 역 · 히가시아오야마 역 · 사카키바라온센구치 역에 있어서는 거의 인가가 없는 완전한 산(누노비키 산지)안을 진행하게 된다. 터널도 많아, 이전에 전체 길이 5,652m의 신아오야마 터널, 1,165m의 가키우치 터널을 지난다. 신아오야마 터널을 빠져 나가면 선로는 쓰시에 들어간다. 사카키바라온센구치에서 앞도 당분간은 산간부, 터널로 나아가지만, 오미쓰 역을 지난 근처에서 산을 빠져 전원 지대에 들어간다. 이세이시바시 역을 지나면 서서히 주택도 많아진다. 가와이타카오카 역까지 오면 거의 평지이며, 완전하게 산을 넘은 것을 실감 당한다. 이 가와이타카오카 역은 JR 도카이 메이쇼선의 이치시역의 환승역이기도 하다. 선로는 그 후 이세 자동차도를 빠져 나가 마쓰사카시에 들어가고, 왼쪽 방향으로 나고야 선의 연락선이 나뉜다. 나카무라 강을 건너면 나고야선의 선로가 다가와 합류하고, 오사카 선의 종점 이세나카가와 역에 도착한다. 이 역은 오사카 선 · 나고야선 과도 시 · 종착이지만, 선로 자체는 이 센잔 선이 되어 우지야마다 · 가시코지마 방면으로 잇고 있어 이세나카가와 보다 오사카 · 나고야분으로부터 직통 운전하는 열차도 많다.

## 운행형태

### 열차종류
오사카 선 에서는, 특급, 쾌속 급행, 구간 쾌속 급행, 급행, 준급, 보통이 운전되고 있다. 여기에서는 특급 이외의 각종별의 상세를 나타낸다. 오사카우에혼마치로부터 아오야마초를 넘어 이세 방면에 직통에 운전되는 급행, 쾌속 급행, 구간 쾌속 급행에는 주로 롱 시트의 2610계 · 1400계1407F, 조석을 중심으로 5200계 · 5800계 · 5820계 (L/C카)의 화장실 첨부의 차량이 충당되지만, 다이어 혼란이 일어났을 경우는 화장실이 없는 차량이 운용에 들어가는 일이 있다. 화장실 편성은 각각이 한정 운용이 되고 있지만, 요일이나 시간대등으로 바뀌는 것도 많다. 5200계나 L/C카 운전에 의한 오사카우에혼마치 - 아오야마초 구간 운전의 구간 쾌속 급행 · 급행의 운용도 있어, 아침 6시 대 오사카우에혼마치 역발 도바행 · 밤 20시 대 이스즈가와 역발 오사카우에혼마치 행 쾌속 급행에는 원칙 나고야선 도미요시 차량 검사구 소속의 5200계가 충당되고 있다.
쾌속 급행 · 준급은, 나라선의 그것들과는 달라 난바 선에 노선 연장하지 않고, 한신 선과의 상호 직통 운전도 실시하고 있지 않기 때문에, 난바 선 ·한신 선과는 쓰루하시역에서 갈아 탈 필요가 있다.오사카우에혼마치 역에서도 갈아 타 가능하지만, 대면 환승은 할 수 없다.

#### 쾌속급행
낮 때에는 이외에 오사카우에혼마치 역 - 우지야마다 역 · 이스즈가와 역(정기 열차는 상행선만) · 도바 역간에서 운전되어 모든 열차가 야마다 선에, 일부는 도바 선에도 직통한다. 통근 시간대의 장거리 우등 종별이라고 하는 자리 매김이다. 오사카우에혼마치역 - 이세나카가와역간의 최단 소요 시간은 1시간 37분이다. 나바리 역 - 사카키바라온센구치 역 구간은 각 역에 정차한다. 평일의 하행열차는 나바리 역이나 아오야마초 역까지 특급을 대피하지 않지만, 야간의 상행선에 히가시아오야마 역에서, 휴일은 고이도역 또는 야마토야기 역에서 대피하는 열차가 있다. 야간은 우지야마다역 도착 후, 보통 열차로 종별 변경해 도바역까지 달리는 것도 있다. 또한 이른 아침 · 야간에는 상술한 대로 나고야 선의 차량에 의해 운용되고 있는 열차도 있다.
이용객에서는 「쾌속」이라고 생략해 불리는 경우도 있지만, 여객 안내에 대해 「쾌속 급행」으로 통일되고 있다. 1978년 3월의 다이어 변경(후세 역 3층화 개조 공사 완성에 수반하는 변경) 이전에는, 이 종별이 급행으로서 운전되고 있었다. 덧붙여 쾌속 급행에의 개칭 후도 고이도역은 2001년 3월까지, 미하타역은 2003년 3월까지 통과하고 있었다. 나바리 역 이서는 최대 10량, 아오야마초 역 이서는 8량, 이동은 4·6 양편성으로 운전된다. 이 때문에 나바리역에서 증해결을 실시하는 열차도 있다.

#### 구간쾌속 급행
생략해 「구간 쾌속」이라고도 불린다. 역 구내의 자동 방송에 대해서는, 아오야마초 역 이서에서는 「구간 쾌속」이라고 생략해져 호칭되지만, 사카키바라온센구치 이동에서는 정식명칭인 「구간 쾌속 급행」의 호칭이 이용된다.
낮 이외에 오사카우에혼마치 역 - 야마토야기 역 · 나바리 역 · 아오야마초 역 · 이세나카가와 역 · 야마다 선 마쓰사카역 구간에서 운전(대부분은 오사카우에혼마치 역 - 아오야마초 역간의 운전으로, 야마토야기 역은 하행선 최종만, 나바리 역 및 이세나카가와 역은 상행선 열차만). 쾌속 급행과 같게 통근 시간대의 장거리 우등 종별로서의 역할을 담당한다. 쾌속 급행의 구간 운전판이라고도 해야 할 취급으로, 쾌속 급행의 정차역에 무로구치오노 역과 아카메구치 역이 추가된다(급행과 달리 산본마쓰 역에 정차하지 않는 것은, 승객수가 양2역에 비해 현저하게 적은 것과 홈이 6량 대응에 의해 8·10량 편성으로 운용되는 것이 있는 구간 쾌속 급행을 정차할 수 없기 때문에. 도어 컷도 실시하지 않는다). 아카메구치 역 - 사카키바라온센구치 역 구간은 각 역에 정차한다. 아오야마초역 이서 최대 10량, 이동 4·6량편성. 심야에 운전되는 오사카우에혼마치 발 야마토야기행의 구간 쾌속 급행이 있어, 이 구간의 정차역은 쾌속 급행과 동일하지만, 구간 쾌속 급행으로서 운전되고 있다(한시기 고이도 역은 구간 쾌속 급행 정차, 쾌속 급행 통과로 구별이 되어 있었지만, 그 후 쾌속 급행도 정차하게 되었기 때문에 또 동일하게 되었다). 월년 철야 운전때는, 아오야마초 역 · 마쓰사카 역 발착의 열차를 연장하는 형태로 야마다 선 우지야마다 역, 도바 선 이스즈가와 역까지 연장된다. 나바리 역 더 먼 곳의 정차역은 쾌속 급행 · 급행과 동일. 특급의 대피는 주로 역이나 나바리 역에서 행해지지만, 오사카 우에혼마치역 - 아오야마초 역간에서는 무대피의 열차도 있다.일부는 야마토야기 역에서도 특급의 대피를 한다.
1978년 3월의 다이어 변경 이전에는, 이 종별은 구간 급행으로서 운전되고 있었다.
2011년 3월 기준으로, 전국의 철도 사업자를 봐도 이 열차 종별은 긴테쓰만의 존재이며, 영문 표기는 Suburban Rapid Express이다. 정기 열차로 존재하지 않지만, 방향막에는 「하이바라」 「나바리」 「이가칸베」 「우지야마다」가 준비되어 있다. 다만, 「이세나카가와」표시는 준비되어 있지 않다.

#### 급행
낮시에 있어서의 오사카우에혼마치 역 - 아오야마초 역 · 우지야마다 역 구간의 운전이 기본. 낮에는 우지야마다 역 발착이 매시 1개, 아오야마초 역이 매시 2개가 설정된다. 구간 쾌속 급행의 정차역에 후세 역 ·가와치고쿠부 역 · 산본마쓰 역이 추가된다. 가와치고쿠부 역과 산본마쓰 역의 플랫폼의 유효장이 6량 편성분까지이기 위해 4량 혹은 6량 편성으로 밖에 운전할 수 없는 것과 승강객이 많지만 완급 접속을 할 수 없는 후세 역에 정차하기 위해, 혼잡이 격렬하게 운전 개수가 증가하는 러쉬시에는 운전되어 있지 않다. 따라서, 한산한 시간대의 장거리 우등 종별이라고 하는 자리 매김이 되고 있다. 하이바라 역 - 사카키바라온센구치 역 구간은 각 역에 정차해, 낮시에 준급 · 보통이 노선 연장하지 않는 하이바라 역 - 나바리 역 구간에서는 보통 열차로서의 역할도 담당한다. 상 · 하행선 모두 9할 이상의 열차가 가와치고쿠부 역과 하이바라 역에서 준급이나 보통과 접속한다. 나바리 역 이서에서는 전열차 6량 편성으로 운행되고 있다(이동은 일부 4량편성).
낮 이외(쾌속 급행 운전 시간대)에는 나바리 역 이동 으로의 구간 운전만이 이 종별로 운전되고 있어 저녁의 이세나카가와 발 나바리 행이 있는 것 외에 이른 아침에는 나바리 발의 나고야 선 긴테쓰 나고야 역 행 및 우지야마다 행이 있다.또, 도바 선 도바 역 발 오사카우에혼마치 행(1개만)도 있다. 시각표상에서는 나고야 선 직통은 상기의 1개만이지만, 그 밖에 이른 아침에 긴테쓰 나고야 역으로부터 이세나카가와 행으로서 운전한 급행이, 이세나카가와 역에서 그대로 오사카우에혼마치로 행선지 변경하는 급행 · 구간 쾌속이 1개씩 있다.
우지야마다 역 발착의 급행은 이세나카가와 역에서 긴테쓰 나고야 역 방면행의 급행과의 상호 접속을 도모하고 있다. 또 아오야마처 역 즉시 열차도 일부는 나바리 역 혹은 아오야마초 역에서 이세나카가와 방면의 보통 열차와의 접속이 도모되고 있다.
낮은 나바리 역이나 하이바라 역에서 특급을 대피하지만, 고이도역(하행선 1개만), 아오야마초 역이나 야마토야기 역에서 대피하는 열차도 있다. 대피 회수는 열차에 따라서 다르지만, 2회 실시하는 것이 많다. 낮시간대의 특급의 당선비밀 적시간이 최고 속도로 1시간 22분인데 대하고, 급행은 대피 시간을 포함해 최고 속도로 1시간 48분 걸려, 30분 정도의 시간차이 · 속도차이가 있다.
2003년까지는 이스즈가와역 · 도바역 시발 열차가 많이 설정되어 있었지만, 2004년 3월의 다이어 변경으로 대부분의 열차가 우지야마다 역 즉시로 변경이 되었다. 또, 2009년까지는 오사카우에혼마치 역 발의 나바리 행이 적지만 존재했다.
하세데라 모란제나 단풍시의 일중에는 하세데라 역에 임시 정차한다.
월년 다이어(그믐날의 심야부터 철야 운전)에서는 오사카우에혼마치 역 - 우지야마다 역 간에서 거의 매시 1개의 비율로 운전된다(일부 열차는 우지야마다역으로부터 보통으로 바뀌어 토바역까지 운전되는 열차도 있다).
현재의 급행은 1978년 3월로 설정된 2대째이다. 정기 열차에서는 존재하지 않지만, 「야마토야기」 「하이바라」 「이가칸베」 「히가시아오야마」표시는 준비되어 있다.

#### 준급
낮시는 오사카우에혼마치 역 - 다카야스 역 · 하이바라 역간, 낮시 이외는 오사카우에혼마치 역 - 야마토야기 역(심야만) · 하이바라 역 · 나바리 역간에서 운전. 전선 안내로 운전되는 열차는 없다. 오사카 근교에서의 중거리 우등 종별이라고 하는 자리 매김이며, 보통 열차의 격감하는 가와치고쿠부역 이동은 각 역에 정차해, 그 구간에 있어서의 보통 열차로서의 역할을 담당한다. 나라선의 준급과 비교하면, 급행과의 소요 시간이나 정차역수로의 격차가 크고, 급행 이상의 우등 열차를 통과 기다려 하기 위해, 예를 들면 오사카우에혼마치 역에서 야마토야기 역까지 60분 이상이나 걸리는 일이 있다. 낮시는 매시, 오사카우에혼마치 역 - 다카야스 역간의 계통이 1회 왕복, 오사카우에혼마치 역 - 하이바라 역간의 계통이 2회 왕복, 합계로 매시 3회 운전된다. 쾌속 급행 · 구간 쾌속 급행 운전 시간대는 나바리 역까지 운전되고 있다. 아침 러쉬시는 다카야스역 이서 최대 10량 편성, 저녁 러쉬시는 다카야스 역 이서 최대 8량편성, 러쉬시 이외는 기본 6량편성, 일부 4량편성이 있다. 또, 과거(1990년대 초까지)는 3량 편성(러쉬시는 다카야스 역 이서 6량 - 7량 편성)이 기본이었다.
낮은 가와치코쿠부 역 · 하이바라 역에서 급행, 야마토야기 역에서 을특급과 상호 접속한다. 러쉬시는 고이도역 · 야마토야기 역 · 하이바라 역 또는 나바리 역에서 쾌속 급행 · 구간 쾌속 급행, 야마토야기 역 · 나바리 역에서 을특급과 상호 접속한다.
또 현재, 일부 열차에는 2610계등의 화장실 차량, 5200계나 L/C카라고 하는 크로스시트 차량이 사용되는 열차도 있다(평일의 오사카 우에혼마치 18:55발 나바리 행에 5200계 등). 다만, 2009년 여름무렵에 빈발한 방화 사건의 영향으로 화장실이 사용 불가의 경우가 있다.
2001년 3월의 다이어 변경까지는, 고이도 행의 준급이 1일 1개만 있었다(다카야스 역 즉시도 이 다이어 변경으로 한 번 소멸했지만 후에 부활했다).또 2003년 3월 5일 이전의 일중의 다이어는 입출고용을 제외한 모든 준급이 오사카우에혼마치 - 하이바라 간에 매시 3개 운전되고 있어 오사카구의 보통은 모두 가와치고쿠부 또는 다카야스로의 왕복 운전이었다.
급행 이상의 종별의 정차역은 변천 하고 오고 있지만, 준급의 정차역이나 기본적인 운행 형태는 적어도 1950년대 후반부터 50년 이상 변함없다. 다만, 1967년까지는 시기야마구치 역 및 야기니시구치 역 발착 열차, 1965년경의 한시기는 이가칸베 역 발착 열차가 존재했다. 1959년의 나고야 선 개·궤전은 나바리 역 - 우지야마다 역간에도 운행되고 있었다.

#### 보통
각 역에 정차하는 열차로, 전선을 안내로 운전하는 열차는 없고, 계통상에서는 나바리 역을 경계로 분할되고 있다.
나바리 이서에서는 오사카우에혼마치 역 - 다카야스 역 · 가와치코쿠부 역 · 하이바라 역 간에서의 운전이 기본으로, 나바리 역까지 운전되는 것은 러쉬시와 조조 · 심야의 극히 일부뿐이다. 낮시의 오사카우에혼마치 역 발착은 매시 5개로, 내역은 다카야스 역 즉시가 1개, 가와치고쿠부 역 즉시가 3개, 하이바라 역 즉시가 1개이다(다만, 14시 대 이후에 오사카 우에혼마치역을 발차하는 열차는 이 패턴이 무너진다). 이른 아침 · 심야에는 나바리 역 외에도 고이도 역 · 야마토야기 역을 발착으로 하는 열차도 있다.
오사카우에혼마치 역 - 다카야스 역 간은 낮시는 매시 5개이지만, 운행 간격이 일정이 아니고 약 6분 - 16분으로 불균일이 있다. 2003년 3월 5일 이전에는 오사카우에혼마치 - 다카야스 간이 매시 6개, 가와치고쿠부 까지가 매시 4개인 것이, 감편의 영향으로 운전 간격이 크게 벌어지는 시간대가 생기게 되었기 때문이다. 또, 1970년대까지는 미토 역 발착의 열차도 설정되어 있었지만, 현재는 다카야스 역 발착에 통합되고 있다.
나바리 역 이동에서는 나바리 역 · 히가시아오야마 역 - 이세나카가와 역 간에서의 운전이 기본으로, 낮시는 나바리 역 발착과 히가시아오야마 역 발착이 매시 1개씩 운전되고 있다. 기본적으로 야마다 선에는 노선 연장하지 않지만, 내리막 심야와 올라 이른 아침의 1개씩만 입출고의 관계로 나바리역 - 야마다 선 묘조 역간에서의 운전이 있다.
2004년 3월에 야마다 선이 단독 운전화 될 때까지는 나바리 역 · 히가시아오야마 역 - 묘조 역 · 우지야마다 역 간의 보통 열차가 불과지만, 이러한 하행열차는 최초부터 우지야마다 행인데 대해, 상행 열차는 이세나카가와 행으로서 운전되어 이세나카가와 역 도착 후 재차 히가시아오야마 또는 나바리 행으로서 운전되고 있었다. 이 외 거의 같은 이유로 나바리 역 - 아오야마초 역간의 구간 운전의 것도 설정되어 있어 이것은 나바리 역에서 준급 등에 계통 변경해 계속 운전하는 것이 많다. 대부분의 열차가 이세나카가와 역에서 우지야마다, 나고야 방면 행의 급행에 접속하고 있다.
나바리역 이서는 기본적으로 6량 편성으로 운전되어 심야에는 일부 4량 편성으로 운전되고 있다. 덧붙여 이세나카가와 역 발착의 열차는 2량 편성으로 운전되어 기본은 나바리 역 발착 열차는 오사카 선의 소속 차량으로, 히가시아오야마 역 발착 열차는 나고야 선 소속 열차로 운전되고 있었지만, 2004년 이후는 나고야 선용의 2량 편성이 감소된 것이나 야마다 선의 단독 운전화에 수반해, 낮의 열차로도 나바리 역 발착 열차 같이, 오사카 선 소속 편성으로 운전되고 있다(일부 나고야선소속 편성 운용도 있어). 또 나바리 역 - 아오야마초 역 간의 보통 일부는 되풀이해 구간 쾌속 급행이 되는 것은 8·10량 편성도 있다.나바리 역 - 아오야마초 역간의 열차는 이가 선의 니시나바리 역 - 이가칸베 역 간 폐지의 보상이라고 하는 측면도 있었지만, 일중의 급행의 운전 개수가 매시 2개에서 3개에 증편 되고 나서는 큰폭으로 축소되고 있다. 2량편성의 열차로도 단독 운전은 하지 않았다.
1956년에 오사카우에혼마치 역 - 후세 역간이 복복선화 될 때까지는, 오사카선의 전열차는 이마자토 역을 통과하고 있었다.
2003년까지, 보통 열차는 가와치고쿠부역 - 나바리 역 간에서는 이른 아침 · 심야 밖에 운전되지 않고, 대부분의 시간대에 급행(하이바라 역 - 나바리 역 간) · 준급 열차가 그 대신을 이루어 있었다. 2009년에도 하이바라 역 - 나바리 역 간의 보통 열차는 매우 적다. 또, 나바리역 - 이세나카가와 역 간의 보통 열차는 1989년에 증발된 것으로, 1976년 - 1989년은 아오야마초 역 - 히가시아오야마 역 간에도 낮시는 보통 열차가 운전되어 있지 않았다.
월년 다이어(그믐날의 심야부터 철야 운전)에서는, 오사카우에혼마치 역 - 하이바라 역(일부 나바리 역) 간에서 대개 30분간격으로 운전되고 있다. 덧붙여 나바리 역 이동으로의 설정은 없고, 오미쓰 역· 이세이시바시 역· 가와이타카오카 역 에서는 2009년까지 설날의 처음 앞당김을 하고 있었지만, 실질적으로 「철야 운전이 실시되어 있지 않다」 것과 동등하다. 또, 묘조역 발의 나바리 행 보통 열차 도바 역 발로 변경되고 있다.
또 보통 열차도 준급과 같이 2610계등의 화장실 차량, 5200계나 L/C카라고 하는 크로스시트 차량이 사용되는 열차도 있다. 다만, 2009년 여름무렵에 빈발한 방화 사건의 영향으로 화장실이 사용 불가의 경우가 있다.

### 임시열차 · 임시정차
오사카 선에서는 대학 수험이나 행락 시즌등에서 임시 열차나 정기 열차의 연장 운전을 하거나 임시 정차를 실시하고 있다. 정차역의 반수 이상이 6량까지 대응 플랫폼의 역이기 위해서 6량 편성의 운전이 많다.
- 긴키 대학에서 수험이나 자격 시험등이 실시되는 경우는, 근처의 나가세 역에 급행이나 준급의 임시 정차를 하고 있다. 그 외의 수험 · 자격 시험에서는, 오사카교육대 앞 역에서도 정기 급행등의 임시 정차가 실시되고 있다.
- 봄의 행락 시즌에는, 버튼으로 유명한 하세데라에 방문하는 승객의 편리성을 높이기 위해, 하세데라 역에 일중의 급행이 임시 정차한다. 또 가을의 단풍의 시기에도 급행이 임시 정차한다. 이전에는, 쾌속 급행이나 구간 쾌속의 임시 정차도 행해지고 있었지만, 근래에는 급행만의 임시 정차가 되고 있다.
- 2009년 2월 11일에는, 마이니치 방송 주최의 「마이니치 분카 스페셜 라디오 워크」가 후지와라 경 주변에서 개최되는 것을 받고, 참가자의 편의를 도모하기 위해 임시 열차가 3개 운전되었다. 임시 열차는 오사카우에혼마치 발 나바리 행구간 쾌속 1개와 오사카우에혼마치 역 - 나바리 역간에서 임시 급행열차 1회 왕복이 운전되었다. 나바리 행 구간 쾌속은 2000년 3월의 다이어 변경으로 아오야마초 역까지 운전 구간을 연장하는 형태로 소멸했기 때문에, 약 9년만의 운전이었다.
- 2010년 12월 12일에는 시기 선과 니시시기 강삭선이 개업 80주년을 맞이하는 것을 기념하고, 오사카우에혼마치 발 신시기야마구치 행의 임시 직통열차가 운전되어 오사카우에혼마치 발 신시기야마구치 행 준급으로서 운전했다. 시기야마구치 행 1개만의 운전으로, 「준급 · 시기야마구치」의 방향막이 없기 때문에 양선 두차 정면으로 대형 방향판, 조수석 측에 시기선 · 니시시기 강삭선 개업 80주년의 헤드 마크가 게시되었다. 시기 선 내 전역의 플랫폼 유효장이 최대 2량편성과 편성에 제약이 있기 위해, 도중 역에서의 증해결은 행해지지 않고 전구간 2량편성으로 운전되었다. 시기 선의 오사카 선으로부터의 직통열차는 1967년에 폐지된 이래, 43년만의 운전이었다.
- 불꽃놀이 관계에서는, 2008년과 2009년의 8월에는 나라현 우다시에서 개최되는 우다시는 가시 불꽃놀이에의 관객의 편의를 도모하기 위해, 이벤트 종료시각에 맞추어 하이바라 발 고이도 행 보통 열차 1개가 운전되었다.
- 정월 3일 간에는, 이세 신궁에 참배하는 승객의 편의를 도모하기 위해, 임시 특급이 운전되는 것 외에 2002년까지와 2011년은은 일중의 일부의 우지야마다 역 발착의 정기 급행을 이스즈가와 역 발착으로 변경되는 등의 조치가 취해지고 있었다. 또 2009년 11월 3일에 이세 신궁 내궁의 우지교도시식이 거행해졌을 때는, 오사카우에혼마치 발 우지야마다 행 쾌속 급행의 운전 구간을 연장하는 형태로, 이스즈가와 쾌속 급행도 운전되었다.

### 과거에 있었던 열차

#### 쾌속
1982년 - 1987년에, 오사카우에혼마치 역에서 도바 역까지 임시 열차로서 「고속 이세시마호」가 운행되고 있었던 적이 있다. 도중 , 쓰루하시 역 · 야마토야기 역· 히가시아오야마 역(연시 시기는 통과) · 이세시 역 · 우지야마다 역 · 이스즈가와 역에 정차해, 정차역수는 을특급보다 적고 교토 직통의 준논스톱 특급 수준의 정차역수가 되고 있었지만, 일반 차량(20100계 「푸른 하늘」호차량을 포함한다)을 사용하고 있었기 때문에 차량 성능의 관계상 소요 시간은 을특급보다 10분 정도 늦었다. 그 다음은 정차역은 같고, 임시 「쾌속 급행」이라고 하는 종별로 운전되고 있었지만, 1990년대 전반에 소멸했다.

#### 구 · 급행
현재의 쾌속 급행은, 1978년 3월 15일 이전에는 급행으로서 운전되고 있었다.
1960년경에 있어서의 오사카우에혼마치 역 - 우지야마다 역 간 급행의 오사카 선 내는, 쓰루하시 역 · 야마토야기 역 · 나바리 역· 이가칸베 역 · 사타 역(일부 열차만 · 현재의 사카키바라온센구치 역)에게만 정차해, 2011년 현재의 을특급보다 적은 것이었다. 그 후, 정차역은 이하와 같이 변천 했다.
- 1960년대 전반: 사타 역이 전 열차 정차가 된다.
- 1967년 12월 20일: 야마토타카다 역 · 사쿠라이 역 · 하이바라 역이 정차역이 된다.
- 1972년 11월 7일: 기쿄가오카 역이 정차역이 된다.
- 1976년 3월 18일: 이가칸베 역 · 사키카바라온센구치 역 구간이 각 역 정차가 된다. 동시에 아오야마초 역 - 히가시아오야마 역 구간에서는 낮 시간대의 보통 열차 운행이 폐지 된다.
- 1978년 3월 15일: 다이어 변경으로, 아침 · 저녁의 열차는 쾌속 급행으로 개칭되어 낮은 후세역에 정차하는 것과 동시에 하이바라 역 - 이가칸베 역 간도 각 역 정차가 되는 다른 열차가 되어, 현재의 급행이 되었다.

#### 구 · 구간급행
현재의 구간 쾌속 급행은, 1978년 3월 15일 다이어 변경 이전에는 구간 급행으로서 운전되고 있었다. 1960년경, 상기의 급행과는 별도로, 조석에 운전된 하이바라 역 · 나바리 역 · 이가칸베 역 · 마쓰사카 역 발착의 급행은, 야마토타카다 역 · 사쿠라이 역 · 하이바라 역 · 사타 역에도 정차하고 있었다(긴테쓰 내에서는 「통근 급행」이라고도 불렀다). 이 열차를 분리하는 것으로써, 우에혼마치 역 - 마쓰사카 역간의 열차로서 1961년 9월로 설정되었다. 그 후, 이하와 같이 변천 했다.
- 1964년 10월 1일: 기쿄가오카 역(동일 개업)과 미하타 역에 정차해, 나바리 역 - 이가칸베 역 간 각 역 정차로 한다. 낮 시에도 매시 1개 운전되게 된다.
- (이전): 마쓰사카 역 발착 열차를 급행으로 변경. 운전 구간은 오사카우에혼마치 역 - 이가칸베 역 간이 된다.
- 1970년 3월 21일: 무로구치오노 역 · 아카메구치 역을 정차역에 추가하는 것과 동시에, 운전 구간을 아오야마초 역까지 연장.
- 1976년 3월 18일: 마쓰사카 역 발착의 급행이 구간 급행으로 변경되어 운전 구간을 마쓰사카 역까지 연장. 아오야마초 역 - 사카키바라온센구치 역 간 각 역 정차가 되어, 이미 각 역 정차인 구간과 합해 아카메구치 역 - 사카키바라온센구치 역 간 각 역 정차가 된다.
- 1978년 3월 15일: 다이어 변경으로, 아침 · 저녁의 열차는 구간 쾌속 급행으로 개칭되어 낮은 후세 역· 산본마쓰 역에 정차해, 현재의 급행이 되었다. 덧붙여 이 때까지 준급이 매시 1대 나바리 역까지 운전되고 있어 준급이 산본마쓰 역에 정차하고 있었다.

## 차량

### 현재 차량
- 1220계
- 1230계 · 1240계 · 1250계
- 1400계: 1508F는 화장실 장비차
- 1420계 · 1422계 · 1430계 · 1435계 · 1436계 · 1437계 · 1620계
- 1810계: 사 1970형의 2량이 2430계의 편성중에 넣어지고 있다
- 2410계 · 2430계
- 2610계 · 2800계: 2610계는 화장실 장비차
- 2680계: 선어 열차 전용 편성
- 5200계: 3문전환 크로스시트차
- 5800계: L/C차 · 화장실 첨부：오사카 선 용은 5810 번대
- 5820계(시리즈 21의 L/C차 · 화장실 첨부): 오사카 선용은 5850번대
- 8810계 · 9200계: 나라 · 교토 선 소속 차량
- 9020계(시리즈 21): 오사카 선용은 9050번대

다이어 편성등의 관계로부터, 이것들 오사카 선 소속의 차량이 나고야 선의 일부 열차에도 사용되고 있어 1400계 (1508F) · 2610계 · 보기 드물게 5200계가 주로 급행등에서 입선 한다. 반대로 나고야 선 소속의 차량이 오사카 선의 일부 열차에도 사용되어 5200계 · 5800계 5812F · 2610계 · 2800계(L/C카 사양) · 보기 드물게 2800계2817F · 1200계1211F · 1212F가 주로 쾌속 급행이나 급행등에서 입선 한다.
또, 전열차가 2량 편성으로 운전하는 나바리 역 · 히가시아오야마 역 - 이세나카가와 역 간의 보통 열차로 운용되는 편성은 기본적으로 한정되고 있어 나고야 선 차량의 틈운용을 제외하면 2410계2422F - 2426F, 1220계 1223F, 1420계 1421F, 1422계의 전편성, 1430계 1435F · 1436F ·0000000000000000000000000001439 F·1441F - 1445 F, 1253·1254계 1253F - 1257F·1260F로 운용되고 있다.
덧붙여 현재 편성전차가 나고야 선의 소속이 되고 있는 2000계·2050계는 당초는 오사카 선의 소속이 되고 있었다.이것들 2형식은 1480계 · 2400계 · 2410계 · 2430계의 냉방 개조 공사 · 차체 갱신 공사 등에 수반하는 차량 부족을 보충하기 위해서 신제 냉방차로서 오사카 선에 투입된 것으로, 공사의 진척에 수반해 차례차례 나고야선에 전속 하고 갔다.
특필되는 점으로서 오사카선소속의 통근 차량은 2410계 등 1960년대 후반부터 1970년대 전반에 걸쳐 제조된 차량의 대부분이 2011년(헤세이 23년) 7월 시점에서도 건재하다. 이것은 여기 최근에는 한신 전기철도와의 상호 직통 운전에 대비해 나라·쿄토선계통에 신제 차량을 우선적으로 투입시키고 있는 것 등에 의하는 것이어, 오사카선에서는 2003년(헤세이 15년)에 5820계 5852F·9020계9051F가 투입된 이후는 통근 차량의 신제 투입은 행해지지 않고, 나라 · 교토선 계통으로부터 8810계 · 9200계의 일부를 전속 시키는 형태로 조달되고 있어, 또 오사카선에서는 단독 3련으로의 운용이 없어진 것으로부터 잉여가 된 2430계 3련의 일부가 나고야선에 전출, 그 일부는 원맨 개조를 실시해 2444계가 되고 있다.
또, 고이도 - 하이바라 간은 차량의 정기 검사등을 끝낸 후, 시운전으로 나라 · 교토선소속의 차량이 달리는 일이 있다.

### 단체용 차량
- 20000계
- 12000계

### 사업용 차량
- 모토 90형 전동차 (97 · 98): 궤간이 다른 미나미오사카 선계통의 차량을 주요부 검사 · 전반 검사로 고이도 검수차고에 회송할 때의 견인차로서 사용.
- 모토 51형 전동차 (77 · 78): 집전방식이 다른 게이한나 선의 차량을 주요부 검사 · 전반 검사로 고이도 검수차고에 회송할 때의 견인차로서 사용. 나라 · 교토선의 소속으로, 사이다이지 차고에 배속되어 있다.

### 과거의 차량
- 1000계: 쿠 1101형 · 사 1151형의 2량 . 2430계와 편성을 짜 2007년 1월까지 사용되고 있었다.
- 1450계
- 1460계
- 1480계
- 1481계: 선어 열차 전용 편성, 2001년 11월까지 사용.
- 2200계
- 2250계
- 2400계
- 2600계
- 20100계 '아오조라': 단체용 사용
- 18200계

## 역사
우에혼마치 역 - 후세 역 - 사쿠라이 역간은 오사카 전기 궤도(대수레바퀴)의 손으로, 사쿠라이 역 - 이세나카가와 역 간은 산구 급행 전철(참급)의 손으로 건설되어 1930년에 전노선 개통했다. 1975년에 전선 복선화되었지만, 이 때 개통한 니시아오야마 역 - 히가시아오야마 역 간의 신아오야마 터널 (5,652m)은 일본의 대기업 사철에서는 최장이다.
오사카 전기 궤도가 처음에 건설한 구간 중 후세 역 - 야기 역 간에는, 나라 선 · 우네비 선(지금의 카시하라선)에 의해서 형성된 오사카에서 가시하라 신궁으로 향하는 노선을 쇼트 컷 하는 것이나, 이 지역에 있어서의 테리터리를 확보하는 목적이 있었다고 여겨진다. 그 때문에, 개업시의 종점이 된 야기 역은 현재의 야마토야기 역이 있는 위치가 아니고, 선행해 개업하고 있던 우네비 선의 야기 역, 즉 현재의 야기 서쪽 출구역에 합류하는 형태가 되고 있고, 우에혼마치로부터 가시하라 방면에의 직통을 의식한 선형으로 되어 있었다.
그러나, 병행해 오사카 철도선(현재의 긴테쓰 미나미오사카 선)이 1929년까지 개통했기 때문에, 양 회사가 간사이 급행 철도에 통합되는 1943년까지는, 가시하라와 요시노에의 참배객 · 행락객 수송을 둘러싸 경쟁 관계로도 되었다.
한편으로 산큐가 건설한 사쿠라이 역 - 산큐나카가와 역(현재의 이세 나카가와역)과 오사카 전기 궤도가 건설한 야기 역 - 사쿠라이 역 간은, 오사카로부터 현재의 야마다 선과 합해 이세 신궁에의 쾌속 참배 루트를 완성시키려는 목적으로부터 건설을 하게 되었다. 이 면허 수득에 관해서는, 1922년에 긴테쓰 다와라모토 선의 전신인 다이와 철도(이 때의 영업 구간은 오지 역 - 다와라모토 역〈현재의 니시타와라모토 역에 해당하는〉동안에서, 다와라모토 역 - 사쿠라이 역 간이 건설중이었다)가 이미 사쿠라이 역 - 나바리 역 간에서 철도의 새 선로 부설의 면허를 취득하고 있었기 때문에, 오사카 전기 궤도가 동사를 자회사화해, 그 면허선의 연장 신청을 보내게 한다고 하는 수법이 취해졌다.
1927년에 예정 대로 다이와 철도는 사쿠라이 역에서 나바리 역을 거쳐 우지야마다 역까지의 면허를 얻고, 그것을 신설 회사가 갑자기 양도했다. 동시에 오사카 전기 궤도 자신의 손으로, 야기 역 - 사쿠라이 역 간접속선의 면허도 수득했다.
1929년, 오사카 전기 궤도는 산큐의 개통에 앞서, 야기 역으로부터 사쿠라이 역에 이르는 구간을 개업시켜, 이 때 야기 역도 현재의 야마토야기 역의 위치에 이전해, 구역은 야기 서쪽 출구역이라고 하는 우네비 선의 나카마역(운임 계산상은 하치보쿠역과 동일)이 되었다.그렇다고는 해도, 우에혼마치역에서 가시하라 방면에의 직통열차의 운전을 고려해, 야기 서쪽 출구역으로 향하는 구선도 야기 선과 우네비 선을 묶는 연락선으로서 존속했다.
산큐가 건설을 담당한 구간에 즈음해서는, 최단 시간에 오사카와 이세를 연결하기 위해, 산악 지대를 터널에서 빠지는 선형을 채용했다. 그런데도 33‰이라고 하는 약간 급구배가 되는 구간이 발생해, 동선에 사용되는 전철은 그 최초가 되는 2200계 이후, 구배 대책이 중요한 열쇠가 되었다.
사쿠라이 역 - 하세데라 역간에서는 하세 철도의 노선이 벌써 병행해 존재하고 있었지만, 오사카 전기 궤도에서는 동사를 산큐선 개업전의 1928년에 합병해, 산큐 선개업 후의 1938년까지 하세 선으로서 영업을 계속했다. 또, 나바리 역 - 이가칸베 역간에 병행 노선을 가지고 있던 이가 전기 철도도 1929년에 오사카 전기 궤도가 합병(1931년에 참급에 양도)해 이가 선으로 해, 병행 구간(니시나바리 역 - 이가칸베 역)은 1964년에 폐지했다.
덧붙여 나라가 건설해야 할 노선을 정한 개정 철도 부설법에는, 「나라현 사쿠라이 요리 하이바라, 미에 현 나바리 경테 마츠자카니지르 철도 급 나바리 요리 분기 시테 이가 우에노 부근 니지르 철도 수준 하이바라 보다 분기시 마쓰야마 경 테 요시노 두개의 철도」가 나타나 1929년 - 1935년에 차례차례 메이쇼선으로서 마쓰사카 - 이세오키쓰 간이 부분 개업하고 있었지만, 긴테쓰 오사카 선· 야마다 선 거기에 이가 철도 이가선의 부설에 의해서 그 의의를 잃어, 이후 국철선이 이 지역에 개업할 것은 없었다.
1938년에 간사이 급행 전철(후에 산구 급행 전철에 합병)에 의해서 현재의 긴테쓰 나고야 선이 완성해, 동선과 아울러 오사카 - 나고야 양 도시간 여객 수송을 하는 역할도 담당하게 되었다.
오사카 전기 궤도와 산큐의 합병에 의해서 간사이 급행 철도가 발족했을 때에 선명의 정리를 해 오사카 전기 궤도 사쿠라이 선과 산큐 본선의 이세나카가와 역 이서를 정리해 오사카 선으로 해, 산큐 본선의 이세나카가와 역 이동의 구간은 야마다선이 되었다.

### 연혁

#### 오사카 전기 궤도 · 간사이 급행 철도 시대
- 1914년 4월 30일: 오사카 전기 궤도에 의해 우에혼마치 역(현재의 오사카우에혼마치 역) - 후카에 역(현재의 후세 역)개업. 600V 전선화
- 1922년 3월: 후카에 역을 아시로 역으로 개칭.
- 1924년 10월 31일: 야기 선으로서 아시로 역 - 오사카 전기 궤도 야오 역(현재의 긴테쓰 야오 역) 구간 개업.
- 1925년
  - 3월 21일: 다카다 역(현재의 야마토타카다 역) - 야기 역(현재의 야기니시구치 역) 구간 개업.
  - 9월 30일: 오사카 전기 궤도 야오 역- 온지 역 구간 개업. 규호지구치 역 개업. 아시로 역을 후세 역으로 개칭.
  - 12월 10일: 미토 역 개업.
- 1926년 12월 30일: 슌토쿠미치 역 개업
- 1927년 7월 1일: 온지 역 - 다카다 역 구간이 개업하여 야기 선 전 구간 개통.
- 1929년
  - 1월 5일: 사쿠라이 선으로서 오사카 전기 궤도 야기 역(현재의 야마토야기 역) - 사쿠라이 역 구간 1500V 전선화에 개업. 후세 역 - 오사카 전기 궤도 야기 역 구간의 가선 전압도 600V부터 1500V에 전압을 올려, 후세 역 구내에 데드 섹션을 설치. 야기 역을 사쿠라이 역으로 개칭. 우네비 선(현재의 가시와라 선)과의 교차지점에 오사카 전기 궤도 야기 역 개업. 지금까지의 야기 역을 야기니시구치 역으로 개칭.
  - 10월 27일: 산구 급행 전철에 의해 사쿠라이 역 - 하세데라 역 구간 개업.
- 1930년
  - 2월 21일: 하세데라 역 - 하이바라 역 구간 개업.
  - 10월 10일: 하이바라 역 - 이가칸베 역 구간 개업.
  - 11월 19일: 이가칸베 역 - 아오 역(현재의 아오야마초 역) 구간, 사타 역(현재의 사키카바라온센구치 역) - 산큐나카가와 역(현재의 이세나카가와 역) 구간 개업.
  - 12월 20일: 아오 역 - 사타 역 구간 개업에 의해, 현재의 오사카 선 전선 개통.
- 1941년 3월 15일: 오사카 전기 궤도가 산큐 급행 전철과 합병, 간사이 급행 철도가 된다. 후세 역 - 이세나카가와 역 구간을 오사카 선으로 한다.
  - 오사카 전기 궤도 야오 역을 간사이 급행 철도 야오 역에, 오사카 전기 궤도 야마모토 역을 가와치야마모토 역에, 고쿠부역을 가와치코쿠부 역에, 오사카 전기 궤도 다카다 역을 야마토타카다 역에, 오사카 전기 궤도 야기 역을 야마토야기 역에, 산큐 가미쓰 역을 이가코즈 역에, 산큐이시바시 역을 이세이시바시 역에, 산큐 나카가와역을 이세나카가와 역으로 개칭.
- 1942년 10월 1일: 후세역 - 야기니시구치 역 구간을 궤도법에 근거하는 궤도로부터 지방철도법에 근거하는 철도로 변경.

#### 긴키 닛폰 철도의 발족
- 1944년
  - 6월 1일: 간사이 급행 철도와 난카이 철도와의 합병에 의해, 회사명을 긴키 닛폰 철도로 변경. 산큐 야오 역을 긴테쓰 야오 역으로, 시모다 역을 긴테쓰 시모다 역으로 변경.
  - 11월 3일: 야마토아사쿠라 역 개업.
- 1945년 6월 1일: 슌토쿠미치 역 · 쓰키야마 역 · 마스가 역 휴업
- 1946년 3월 1일: 슌토쿠미치 역 · 쓰키야마 역 · 마스가 역 영업 재개.
- 1956년 12월 8일: 우에혼마치 역 - 후세 역 구간 이중 복선화, 긴키 닛폰 철도 나라 선과 분리. 신설의 오사카 선용 2개 선은 1500V 전선화. 당초는 노선별 운행. 후세 역 구내의 데드 섹션 폐지.
- 1959년 12월 23일: 미하타 역 - 이가칸베 역 구간 복선화.
- 1960년 12월 27일: 아오 역 - 이가코즈 역 구간 복선화.
- 1961년
  - 3월 23일: 나바리 역 - 미하타 역 구간 복선화.
  - 3월 29일: 나카가와 단선 지선 구간 개통. 오사카 선 · 나고야 선 직통 열차의 이세나카가와 역에 스위치 백 운행 해소.
  - 8월 21일: 이가칸베 역 - 아오 역 구간 복선화.
- 1964년 10월 1일: 기쿄가오카 역 개업.
- 1965년 3월 18일: 사타 역을 사키카바라온센구치 역으로 개칭.
- 1967년 11월 1일: 산겐야 신호장 - 니시아오야마 역 구간, 오미쓰 역 - 가메야마 신호장 구간, 다카노 신호장 - 가와이다카오카 역 - 미야코 분기 구간 복선화.
- 1968년 3월 1일: 자동열차정지방식(ATS) 사용개시
- 1969년 9월 21일: 나라 선의 가선 전압 승압에 수반해 우에혼마치 역 - 후세 역간 나라 선용 2개 선이나 1500V에 승압.
- 1970년
  - 3월 1일: 긴키 닛폰 철도 야오 역을 긴테쓰 야오 역으로, 긴키 닛폰 철도 시모다 역을 긴테쓰 시모다 역으로, 아오 역을 아오야마초 역으로 개칭.
  - 3월 21일: 특급 열차가 3월 15일에 개업한 난바 선의 긴테쓰 난바역(현재의 오사카난바 역)에 노선연장 개시.
- 1971년 10월 25일: 사키카바라온센구치 역 - 히가시아오야마 역 구간에 특급 열차끼리의 정면충돌 사고가 발생. 사망자 25명, 중 · 경상자 224명의 대사고가 일어났다.
- 1973년
  - 12월 10일: 이가코즈 역 - 산겐야 신호장 구간 복선화.
  - 12월 18일: 가키우치 신호장 - 오미쓰 역 구간 복선화.
  - 12월 22일: 미야코 분기 - 이세나카가와 역 구간 복선화.
- 1974년
  - 5월 19일: 가메다니 신호장 - 이세이시바시 역 구간 복선화.
  - 8월 9일: 이세이시바시 역 - 다카노 신호장 구간 복선화.
- 1975년
  - 9월 13일: 우에혼마치 역 - 후세 역 구간을 방향별 운행화.
  - 11월 23일: 신아오야마 터널 개통. 니시아오야마 역 - 가키우치 신호장 구간 복선 철도가 새 선로로 교체되어 전선 복선화 완성.

#### 전선 복선화 완성 후
- 1976년 8월 8일: 후세 역 - 나가세 역(약 2.4 km) 구간 연속 입체 교차화 사업에 의해 고가화.
- 1978년 12월 17일: 긴테쓰 야오 역 부근 (규호지구치 역 - 가와치야마모토 역 구간 (약 2.2 km))을 연속 입체 교차화 사업에 의해 고가화 전환.
- 1982년 10월 5일: 고이도 검수차고 완공. 다마가와(나라 선)· 다카야스(오사카 선) · 후루이치 (미나미오사카 선)의 각 공장의 공장 기능을 집약.
- 1984년: 긴테쓰 첫 VVVF 차량 1420계(당초는 1250계)의 영업 운전 개시
- 1986년 3월 18일: 우에혼마치 역 - 나바리 역 구간에 일부 쾌속 급행과 구간 쾌속 급행이 10량 편성 운전 개시.
- 1988년
  - 3월 18일: 21000계(어번 라이너)의 영업 운전 개시. (당초는 나고야 - 오사카 특급에 한정 운용). 특급의 120 km/h 운전 개시.
  - 3문 전환 크로스시트 차량 5200계의 영업 운전 개시.
- 1990년 3월 15일: 나고야 - 오사카 특급의 전열차 21000계화 및 일부 열차를 야마토야기 역에도 정차 개시.
- 1991년
  - 3월 19일: 아오야마초 역 배선 변경 공사 완성에 의해, 10량 운전 구간을 우에혼마치 역 - 아오야마초 역간으로 연장.
  - 10월 16일: 아라타마테야마 터널 상행선 사용 개시.
  - 10월 28일: 아라타마테야마 터널 하행선 사용 개시. 0.1 km 단축.
- 1994년 3월 15일: 23000계(이세시마 라이너)의 영업 운행개시 (당초는 오사카 - 이세 특급 ·(나고야 - 이세 특급)에 한정운용). 특급의 130 km/h 운행개시. 야간의 일부를 제외한 오사카 - 이세 특급을 우에혼마치 역에 발착.
- 1995년 3월 16일: 긴테쓰 야오 역 · 가와치야마모토 역 · 다카야스 역 플랫폼에 10량 대응 공사가 완공. 우에혼마치 역 - 다카야스 역 구간에서 준급의 10량 편성 운행 개시.
- 1996년
  - 2월: 2610계2621F를 개조한 L/C카 시작 편성의 시험 운용 개시.
  - 3월 15일: 야마토아사쿠라 역에서 대피선의 사용 개시, 이것에 의해 가와치코쿠부 역 - 하이바라 역간에 있어서의 낮의 하행선 준급의 운전 간격이 11 - 30분 간격으로부터 20분 간격에 균등화. 23000계를 교토 - 이세특급에도 운용 개시. 오사카 - 이세 특급의 운행 체제 재검토(일부 열차의 임시 열차 격하 등)개시.
- 1997년
  - 3월 18일: 낮 시간대 급행(쾌속 급행·구간 쾌속 급행을 포함한다)이 우에혼마치 역 - 아오야마초 역 구간에서 매시 2대에서 3대에 증발(이세 직통 1대와 아오야마초 즉시 2대).
  - 7월 25일: 신조L/C카(5800계)의 영업 운전 개시
- 1998년
  - 3월 17일: 23000계를 판이을 특급에도 운용 개시. 긴테쓰 난바 역 - 유노야마온천 역 구간 직통의 특급(긴테쓰 난바 역 - 시로코 역 구간은 메이한 특급에 병결)을 폐지(긴테쓰 욧카이치 역 - 유노야마온천 역간의 단독 운행에). 아오야마초 차고가 완공하여, 사용 개시.
  - 4월 1일: 우에혼마치 역 - 아오야마초 역 구간에서 승강 확인 시스템(페어 시스템 K)및 열차 운행 관리 시스템(KOSMOS) 가동 개시.
- 2001년
  - 2월 1일: 우에혼마치 역 - 아오야마초 역 구간에서 스릇트 간사이 대응 카드의 취급 개시.
  - 3월 22일: 23000계를 메이한코 특급에도 운용 개시. 쾌속 급행의 정차역에 고이도 역을 추가.
  - 10월 14일: 우에혼마치 역 - 아오야마초 역 구간에서 J스르카드의 취급 개시.
- 2002년: 시리즈 21(긴키 닛폰 철도 5820계 전동차|5820계)의 영업 운행 개시.
- 2003년 3월 6일: 한이 특급의 일부를 긴테쓰 난바 역 발착으로 변경. 게이 특급의 일부가 야마토야기 역 - 가시코지마 역 구간에서 한이코 특급과 병결 운전. 한이코 특급(일부 열차)의 정차역에 야마토타카다 역 · 하이바라 역을, 게이 특급의 정차역에 나바리 역 · 이세나카가와 역 · 하이바라 역 · 이가칸베 역을, 쾌속 급행의 정차역에 미하타 역을, 급행의 정차역에 가와치코쿠부 역을 각각 추가.
- 2006년 3월 22일: 21000계를 한이특급 에도 운용 개시.
- 2007년 4월 1일: 오사카 선의 각 역으로 PiTaPa·ICOCA의 취급 개시.
- 2008년 6월 14일: 우에혼마치 역 - 후세역 구간과 고이도 역 - 하이바라 역 구간에서 차 위 속도 패턴 대조 조사식 ATS (ATS-SP)의 사용 개시.
- 2009년
  - 2월 27일: 히가시아오야마 역 구내에서 탈선 사고가 발생. 사고 영향으로 아오야마초 역 - 이세나카가와 역 구간이 종일 불통, 버스 대행 수송 실시.
  - 3월 1일: J스르카드의 자동개찰기 · 정산기로의 취급 종료.
  - 3월 20일: 우에혼마치 역을 오사카우에혼마치 역으로 개칭. 평일 23시 대에 오사카 난바(동일자에 킨테츠 나니와로부터 개칭) 발 야마토야기 역 행 특급 1대를 증편. 23000계의 메이한코 특급의 정기 운용 및 21000계의 한이 특급의 정기 운용이 없어진다.
  - 6월 4일: 가와치코쿠부 발 오사카우에혼마치 행이 아침의 상행선 열차내에서, 화장실 내에 원인 모를 화재가 발생해, 승객이 다수 피난하는 사태. 동선에서는, 동년 5월말부터 전철의 화장실이나 역 홈에서 원인 모를 화재가 잇따른다.
- 2010년
  - 4월 1일: 히가시아오야마 역 - 이세나카가와 역 구간에서 나고야 열차 운행 관리 시스템 「KRONOS」(크로노스)의 운용 개시.
  - 10월 10일: 일본 천황 · 황후 나라 시찰에 수반하는 특별 열차를, 긴테쓰 나라 역에서 무로구치오노 역 구간 및 야마토아사쿠라 역에서 오사카우에혼마치 역 구간에 각각 운행(같은 달 7일에는 교토 역으로부터 긴테쓰 나라 역 구간에도 운행).

## 역 목록
| 역 번호 | 역명                 | 일어 역명    | 역간 거리 | 누계 거리 | 구간 최고 속도 상행/하행 | 구 간 준 급 | 준 급 | 쾌 속 | 쾌 속 급 행 | 접속 노선 | 소재지   | 소재지         | 소재지         |
| ------- | -------------------- | ------------ | --------- | --------- | ------------------------ | ----------- | ----- | ----- | ----------- | --- | -------- | -------------- | -------------- |
| D 03    | 오사카우에혼마치     | 大阪上本町   | -         | 0.0       | -                        | ●           | ●     | ●     | ●           | A 난바 선 (A 03) (일부 직통 운행) 오사카 시 교통국 지하철 다니마치 선 (T 25) · 센니치마에 선 (S18) 다니마치 9초메 역 | 오사카부 | 오사카시       | 덴노지구       |
| D 04    | 쓰루하시             | 鶴橋         | 1.1       | 1.1       | 50/55 50/55              | ●           | ●     | ●     | ●           | 서일본 여객철도 ■ 오사카 순환선 오사카 시 교통국 지하철 센니치마에 선 (S 19)                                         | 오사카부 | 오사카시       | 이쿠노구       |
| D 05    | 이마자토             | 今里         | 1.7       | 2.8       | 115/100 100/100          | ｜          | ｜    | ｜    | ｜          | | 오사카부 | 오사카시       | 이쿠노구       |
| D 06    | 후세                 | 布施         | 1.3       | 4.1       | 115/100 95/100           | ●           | ●     | ●     | ｜          | A 긴키 닛폰 철도 나라 선 (A 06)                                                                                      | 오사카부 | 히가시오사카시 | 히가시오사카시 |
| D 07    | 슌토쿠미치           | 俊徳道       | 1.0       | 5.1       | 115/100 90/100           | ｜          | ｜    | ｜    | ｜          | 서일본 여객철도 ■ 오사카히가시 선 … JR 슌토쿠미치 역                                                                 | 오사카부 | 히가시오사카시 | 히가시오사카시 |
| D 08    | 나가세               | 長瀬         | 1.1       | 6.2       | 120/120 110/110          | ｜          | ｜    | ｜    | ｜          | | 오사카부 | 히가시오사카시 | 히가시오사카시 |
| D 09    | 미토                 | 弥刀         | 1.2       | 7.4       | 120/120 110/110          | ｜          | ｜    | ｜    | ｜          | | 오사카부 | 히가시오사카시 | 히가시오사카시 |
| D 10    | 규호지구치           | 久宝寺口     | 0.9       | 8.3       | 115/110 95/110           | ｜          | ｜    | ｜    | ｜          | | 오사카부 | 야오시         | 야오시         |
| D 11    | 긴테쓰야오           | 近鉄八尾     | 1.3       | 9.6       | 120/120 110/110          | ●           | ●     | ｜    | ｜          | | 오사카부 | 야오시         | 야오시         |
| D 12    | 가와치야마모토       | 河内山本     | 1.5       | 11.1      | 110/110 95/100           | ●           | ●     | ｜    | ｜          | J 긴키 닛폰 철도 시기 선 (J 12)                                                                                      | 오사카부 | 야오시         | 야오시         |
| D 13    | 다카야스             | 高安         | 1.1       | 12.2      | 95/90 95/90              | ●           | ●     | ｜    | ｜          | | 오사카부 | 야오시         | 야오시         |
| D 14    | 온지                 | 恩智         | 1.1       | 13.3      | 110/110 95/110           | ●           | ｜    | ｜    | ｜          | | 오사카부 | 야오시         | 야오시         |
| D 15    | 호젠지               | 法善寺       | 1.6       | 14.9      | 120/120 110/110          | ●           | ｜    | ｜    | ｜          | | 오사카부 | 가시와라시     | 가시와라시     |
| D 16    | 가타시모             | 堅下         | 0.8       | 15.7      | 120/120 110/110          | ●           | ｜    | ｜    | ｜          | 긴키 닛폰 철도 N 도묘지 선 (N 17) 서일본 여객철도 ■ 간사이 본선 (야마토지 선) ... (가시와라역                        | 오사카부 | 가시와라시     | 가시와라시     |
| D 17    | 안도                 | 安堂         | 0.9       | 16.6      | 120/120 110/110          | ●           | ｜    | ｜    | ｜          | 긴키 닛폰 철도 N 도묘지 선 (가시와라미나미구치 역) N 16                                                              | 오사카부 | 가시와라시     | 가시와라시     |
| D 18    | 가와치코쿠부         | 河内国分     | 1.6       | 18.2      | 110/115 105/110          | ●           | ●     | ●     | ｜          | | 오사카부 | 가시와라시     | 가시와라시     |
| D 19    | 오사카쿄이쿠다이마에 | 大阪教育大前 | 1.6       | 19.8      | 110/110 95/105           | ●           | ●     | ｜    | ｜          | | 오사카부 | 가시와라시     | 가시와라시     |
| D 20    | 세키야               | 関屋         | 2.2       | 22.0      | 120/110 95/105           | ●           | ●     | ｜    | ｜          | | 나라현   | 가시바시       | 가시바시       |
| D 21    | 니조                 | 二上         | 2.1       | 24.1      | 100/100 90/100           | ●           | ●     | ｜    | ｜          | | 나라현   | 가시바시       | 가시바시       |
| D 22    | 긴테쓰시모다         | 近鉄下田     | 1.6       | 25.7      | 110/120 105/110          | ●           | ●     | ｜    | ｜          | 서일본 여객철도 ■ 와카야마 선 가시바역                                                                               | 나라현   | 가시바시       | 가시바시       |
| D 23    | 고이도               | 五位堂       | 1.4       | 27.1      | 110/120 105/110          | ●           | ●     | ●     | ●           | | 나라현   | 가시바시       | 가시바시       |
| D 24    | 쓰키야마             | 築山         | 1.7       | 28.8      | 120/120 100/105          | ●           | ●     | ｜    | ｜          | | 나라현   | 야마토타카다시 | 야마토타카다시 |
| D 25    | 야마토타카다         | 大和高田     | 1.1       | 29.9      | 110/110 100/95           | ●           | ●     | ●     | ●           | 서일본 여객철도 ■ 사쿠라이 선 · ■ 와카야마 선 (다카다역                                                              | 나라현   | 야마토타카다시 | 야마토타카다시 |
| D 26    | 마쓰즈카             | 松塚         | 1.9       | 31.8      | 110/110 110/110          | ●           | ●     | ｜    | ｜          | | 나라현   | 야마토타카다시 | 야마토타카다시 |
| D 27    | 마스가               | 真菅         | 1.0       | 32.8      | 110/110 110/110          | ●           | ●     | ｜    | ｜          | | 나라현   | 가시하라시     | 가시하라시     |
| D 39    | 야마토야기           | 大和八木     | 2.0       | 34.8      | 110/115 110/110          | ●           | ●     | ●     | ●           | 긴키 닛폰 철도 B 가시하라 선 (B 39)                                                                                  | 나라현   | 가시하라시     | 가시하라시     |
| D 40    | 미미나시             | 耳成         | 2.1       | 36.9      | 120/110 110/110          | ●           | ●     | ｜    | ｜          | | 나라현   | 가시하라시     | 가시하라시     |
| D 41    | 다이후쿠             | 大福         | 1.3       | 38.2      | 120/115 110/110          | ●           | ●     | ｜    | ｜          | | 나라현   | 사쿠라이시     | 사쿠라이시     |
| D 42    | 사쿠라이             | 桜井         | 1.6       | 39.8      | 120/115 105/110          | ●           | ●     | ●     | ●           | 서일본 여객철도 ■ 사쿠라이 선 (만요마호로바 선)                                                                      | 나라현   | 사쿠라이시     | 사쿠라이시     |
| D 43    | 야마토아사쿠라       | 大和朝倉     | 2.1       | 41.9      | 110/105 100/105          | ●           | ●     | ｜    | ｜          | | 나라현   | 사쿠라이시     | 사쿠라이시     |
| D 44    | 하세데라             | 長谷寺       | 3.7       | 45.6      | 115/100 100/95           | ●           | ●     | ▲     | ｜          | | 나라현   | 사쿠라이시     | 사쿠라이시     |
| D 45    | 하이바라             | 榛原         | 4.5       | 50.1      | 115/100 90/85            | ●           | ●     | ●     | ●           | | 나라현   | 우다시         | 우다시         |
| D 46    | 무로구치오노         | 室生口大野   | 7.1       | 57.2      | 120/120 110/110          | ●           | ●     | ●     | ●           | | 나라현   | 우다시         | 우다시         |
| D 47    | 산본마쓰             | 三本松       | 2.5       | 59.7      | 110/120 105/100          | ●           | ●     | ●     | ｜          | | 나라현   | 우다시         | 우다시         |
| D 48    | 아카메구치           | 赤目口       | 4.3       | 64.0      | 120/120 110/110          | ●           | ●     | ●     | ●           | | 미에현   | 나바리시       | 나바리시       |
| D 49    | 나바리               | 名張         | 3.2       | 67.2      | 120/120 110/110          | ●           | ●     | ●     | ●           | | 미에현   | 나바리시       | 나바리시       |
| D 50    | 기쿄가오카           | 桔梗が丘     | 2.8       | 70.0      | 120/120 90/100           |             |       | ●     | ●           | | 미에현   | 나바리시       | 나바리시       |
| D 51    | 미하타               | 美旗         | 3.1       | 73.1      | 120/120 90/90            |             |       | ●     | ●           | | 미에현   | 나바리시       | 나바리시       |
| D 52    | 이가칸베             | 伊賀神戸     | 2.4       | 75.5      | 120/120 85/80            |             |       | ●     | ●           | 이가 철도 ■ 이가 선                                                                                                  | 미에현   | 이가시         | 이가시         |
| D 53    | 아오야마초           | 青山町       | 2.4       | 77.9      | 120/115 85/85            |             |       | ●     | ●           | | 미에현   | 이가시         | 이가시         |
| D 54    | 이가코즈             | 伊賀上津     | 2.7       | 80.6      | 120/115 85/85            |             |       | ●     | ｜          | | 미에현   | 이가시         | 이가시         |
| D 55    | 니시아오야마         | 西青山       | 3.2       | 83.8      | 120/110 85/85            |             |       | ●     | ｜          | | 미에현   | 이가시         | 이가시         |
| D 56    | 히가시아오야마       | 東青山       | 7.7       | 91.5      | 110/130 95/110           |             |       | ●     | ｜          | | 미에현   | 쓰시           | 쓰시           |
| D 57    | 사카키바라온센구치   | 榊原温泉口   | 3.9       | 95.4      | 110/115 85/95            |             |       | ●     | ●           | | 미에현   | 쓰시           | 쓰시           |
| D 58    | 오미쓰               | 大三         | 2.2       | 97.6      | 120/120 105/100          |             |       | ｜    | ｜          | | 미에현   | 쓰시           | 쓰시           |
| D 59    | 이세이시바시         | 伊勢石橋     | 4.0       | 101.6     | 120/120 110/110          |             |       | ｜    | ｜          | | 미에현   | 쓰시           | 쓰시           |
| D 60    | 가와이타카오카       | 川合高岡     | 2.8       | 104.4     | 120/120 110/110          |             |       | ｜    | ｜          | 도카이 여객철도 ■ 메이쇼선 (이치시역)                                                                                | 미에현   | 쓰시           | 쓰시           |
| D 61    | 이세나카가와         | 伊勢中川     | 4.5       | 108.9     | 120/120 110/110          |             |       | ●     | ●           | 긴키 닛폰 철도 E 나고야 선 (E 61) · M 야마다 선 (M 61) - (일부 직통 운행)                                            | 미에현   | 마쓰사카시     | 마쓰사카시     |